# Nakatomi no Kane
Nakatomi no Kane (中臣金, [??? - 672] Erro: {{japonês}}: texto da transliteração contém caractere não latino (pos 13) (ajuda), também conhecido como Muraji) , foi um nobre que viveu no Período Asuka da história do Japão.
Pertenceu ao clã Nakatomi. Era filho de Nakatomi no Nukateko (Mikeko) e irmão de Kamatari (o fundador do Clã Fujiwara).
Em 5 de janeiro de 671 após a morte de Soga no Murajiko o Imperador Tenji nomeou Kane Udaijin, o que contrariava os interesses de seu irmão Príncipe Ōama no Ōji (o futuro Imperador Tenmu), que fora nomeado príncipe herdeiro de Tenji em 668, época em que Tenji ainda não tinha filhos.
Kane articulou uma forma de se manter no poder colocando no trono um príncipe que atendesse seus interesses. Imediatamente após a morte de Tenji, no final de 671, iniciou a articulação para a ascensão do Príncipe Ōtomo no Miko (o futuro  Imperador Kobun). Com a ascensão de Kobun o Príncipe Ōama inicia a Guerra Jinshin. Após ser derrotado numa batalha na Província de Mino o Imperador Kobun foi obrigado a cometer seppuku depois de míseros 8 meses de reinado.
Ao final da Guerra Jinshin, Kane foi acusado de traição e executado.
| Precedido por Soga no Murajiko | 4º Udaijin (671 - 672) | Sucedido por Tajihi no Shima |